# Neoparentia obscura
Neoparentia obscura är en tvåvingeart som beskrevs av Robinson 1967. Neoparentia obscura ingår i släktet Neoparentia och familjen styltflugor. Inga underarter finns listade i Catalogue of Life.